# Chatenet
Chatenet és un municipi francès situat al departament del Charente Marítim i a la regió de la Nova Aquitània. L'any 2007 tenia 217 habitants.

## Demografia

### Població
El 2007 la població de fet de Chatenet era de 217 persones. Hi havia 91 famílies de les quals 20 eren unipersonals (12 homes vivint sols i 8 dones vivint soles), 39 parelles sense fills, 28 parelles amb fills i 4 famílies monoparentals amb fills.
La població ha evolucionat segons el següent gràfic:
Habitants censats

### Habitatges
El 2007 hi havia 110 habitatges, 91 eren l'habitatge principal de la família, 14 eren segones residències i 5 estaven desocupats. Tots els 107 habitatges eren cases. Dels 91 habitatges principals, 69 estaven ocupats pels seus propietaris, 10 estaven llogats i ocupats pels llogaters i 12 estaven cedits a títol gratuït; 3 tenien una cambra, 2 en tenien dues, 20 en tenien tres, 23 en tenien quatre i 43 en tenien cinc o més. 61 habitatges disposaven pel capbaix d'una plaça de pàrquing. A 41 habitatges hi havia un automòbil i a 42 n'hi havia dos o més.

### Piràmide de població
La piràmide de població per edats i sexe el 2009 era:
| Homes | Edats   | Dones |
| ----- | ------- | ----- |
| 0     | 95 o +  | 0     |
| 0     | 90 a 94 | 0     |
| 4     | 85 a 89 | 4     |
| 4     | 80 a 84 | 0     |
| 8     | 75 a 79 | 4     |
| 8     | 70 a 74 | 16    |
| 4     | 65 a 69 | 4     |
| 4     | 60 a 64 | 0     |
| 8     | 55 a 59 | 8     |
| 0     | 50 a 54 | 4     |
| 12    | 45 a 49 | 4     |
| 0     | 40 a 44 | 4     |
| 4     | 35 a 39 | 8     |
| 8     | 30 a 34 | 16    |
| 8     | 25 a 29 | 4     |
| 4     | 20 a 24 | 4     |
| 8     | 15 a 19 | 0     |
| 0     | 10 a 14 | 0     |
| 0     | 5 a 9   | 12    |
| 4     | 0 a 4   | 8     |

## Economia
El 2007 la població en edat de treballar era de 128 persones, 89 eren actives i 39 eren inactives. De les 89 persones actives 84 estaven ocupades (49 homes i 35 dones) i 5 estaven aturades (1 home i 4 dones). De les 39 persones inactives 13 estaven jubilades, 5 estaven estudiant i 21 estaven classificades com a «altres inactius».

### Ingressos
El 2009 a Chatenet hi havia 101 unitats fiscals que integraven 232,5 persones, la mediana anual d'ingressos fiscals per persona era de 16.596 €.

### Activitats econòmiques
L'únic establiment que hi havia el 2007 era d'una empresa de construcció.
L'únic servei als particulars que hi havia el 2009 era un guixaire pintor.
L'any 2000 a Chatenet hi havia 21 explotacions agrícoles que ocupaven un total de 481 hectàrees.

## Poblacions més properes
El següent diagrama mostra les poblacions més properes.